# 老街街道 (漯河市)
老街街道，是中华人民共和国河南省漯河市源汇区下辖的一个乡镇级行政单位。

## 行政区划
老街街道下辖以下地区：
滨西社区、新华街社区、老街社区和受降路社区。